# Vulcão San Pedro (Guatemala)
Vulcão San Pedro (ou Las Yeguas) (3 020 metros (9 908 pé)) é um estratovulcão nas margens do Lago de Atitlán, no Sololá (departamento) do norte da Guatemala.
Na sua base está a aldeia de San Pedro La Laguna.